# Гардистоніт
Гардистоніт — це рідкісний кальцієво-цинковий силікатний мінерал, вперше описаний у родовищах цинку у Франкліні, Нью-Джерсі, США. Він часто містить свинець, який був шкідливим для процесу виплавки цинку, тому він не був корисним рудним мінералом. Як і багато відомих мінералів з Франкліна, гардистоніт реагує на короткохвильове ультрафіолетове випромінювання (254 нм довжина хвилі), випромінюючи флуоресцентне світло від темно-фіолетового до яскраво-фіолетово-блакитного. При денному світлі він має колір від білого до сірого або світло-рожевого, іноді зі склоподібним або жирним блиском. Дуже рідко можна знайти добре сформовані кристали, і вони зазвичай мають прямокутний вигляд і закріплені в породі.

Гардистоніт у звичайному світлі (ліворуч) та в ультрафіолетовому (праворуч)
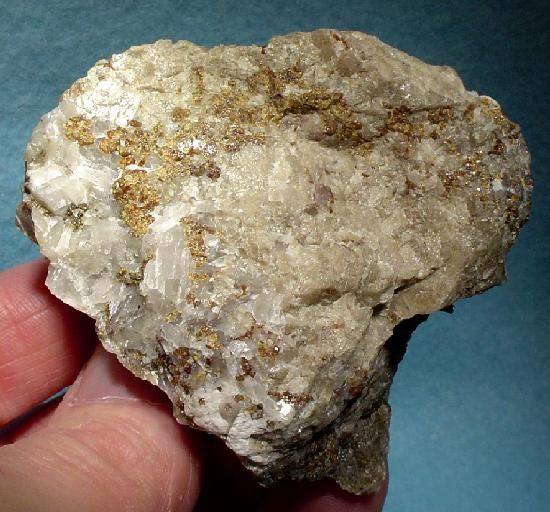
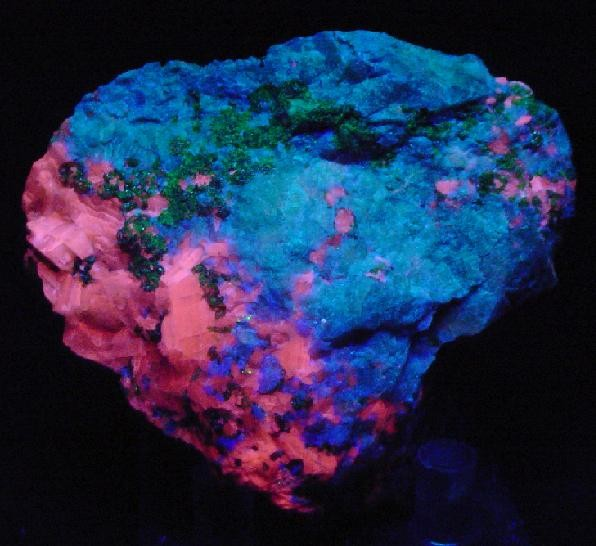

Гардистоніт має хімічний склад Ca2ZnSi2O7. Він часто зустрічається з віллемітом (флуоресціює зеленим), кальцитом (флуоресціює червоним) і кліноедритом (флуоресціює оранжевим). Гардистоніт можна знайти зміненим до кліноедриту CaZn(SiO4)·H2O шляхом прямого метасоматозу. Інші мінерали, які часто асоціюються з гардистонітом, — це франклініт, діопсид, андрадитовий гранат і есперит (флуоресціює жовтим кольором).
Вперше мінерал був описаний у 1899 році Дж. Е. Вольфом, коли копальні компанії New Jersey Zinc Company були розташовані у так званій «Копальні Франкліна» у містечку Гардистон, штат Нью-Джерсі.